# Phrynobatrachus dispar
Phrynobatrachus dispar é uma espécie de anfíbio da família Petropedetidae.
É endémica de São Tomé e Príncipe.
Os seus habitats naturais são: florestas subtropicais ou tropicais húmidas de baixa altitude, regiões subtropicais ou tropicais húmidas de alta altitude, rios, marismas de água doce, marismas intermitentes de água doce, plantações, jardins rurais, florestas secundárias altamente degradadas e lagoas.